# Der falsche Mexikaner
Der falsche Mexikaner (französisch: Alerte aux Pieds-Bleus) ist ein Album der Comicserie Lucky Luke. Es wurde von Morris gezeichnet und getextet und erschien erstmals 1956.

## Handlung
Lucky Luke will einen mexikanischen Falschspieler namens Pedro Cucaracha festnehmen. Jener kann aber fliehen und gerät auf das Gebiet der Blaufuß-Indianer. Nachdem er gefangen genommen wurde, kann er den Häuptling zu einem Angriff auf die Stadt überreden, da dort sehr viel Whisky gelagert sein soll. Überfälle, Brandschatzungen und ein Tunnelbau schlagen fehl, auch Aushungern der Bevölkerung klappt nicht, da Lucky Luke eine Bisonherde in die Stadt treibt. Ein Angriff dreier verbündeter Indianerstämme wird von der Kavallerie abgedrängt, auch kann Pedro Cucaracha festgenommen werden. 

## Veröffentlichung
Die Geschichte wurde erstmals 1956 im Magazin Spirou und 1958 bei Dupuis als Album veröffentlicht.
1965 erschien sie auf Deutsch in Lupo modern, 1970 in der Taschenbuch-Reihe Fix und Foxi Extra, 1974/1975 wurde sie im Zack-Heft gedruckt und 1987 kam das Album bei Ehapa heraus (Band 51). Eine merkwürdige Besonderheit der Ehapa Ausgabe ist, dass hier der Sheriff am Ende den Mexikaner Cucaracha als den "gesuchten Gringo Horseshoe Harry" erkennt, aus dem Mexikaner also einen US-Amerikaner macht. Jedoch ist das eine freie Erfindung der deutschen Übersetzung, auf die sich aber auch der nicht dem Original entsprechende deutsche Titel bezieht.
Die Geschichte wurde 1991 für die Lucky-Luke-Zeichentrickserie verfilmt.